# 에콰도르풀밭쥐
에콰도르풀밭쥐(Neomicroxus latebricola)는 비단털쥐과에 속하는 남아메리카 설치류이다. 에콰도르에서만 발견된다. 이전에는 남아메리카밭쥐속으로 분류했지만, 2013년 알라바라도-세라뇨 등(Alvarado-Serrano, D.F. & D’Elía, G.)이 에콰도르풀밭쥐속이라는 새로운 속을 만들어 분류했다.